# Plocealauda
Plocealauda är ett släkte i familjen lärkor inom ordningen tättingar. Arterna förekommer i södra och sydöstra Asien. Släktet omfattar följande arter:
- - Burmalärka (P. microptera)
  - Indokinesisk lärka (P. erythrocephala)
  - Gräshoppslärka (P. affinis)
  - Indisk lärka (P. erythroptera)
  - Bengallärka (P. assamica)

Tidigare inkluderades de i Mirafra, men genetiska studier från 2023 visar att det släktet kan delas upp i fyra klader som är förhållandevis gamla, äldre än flera andra släkten i familjen. Författarna rekommenderar därför att Mirafra delas upp i flera släkten, däribland Plocealauda. Denna linje följs här.